# Thanásis Kolitsidákis
Thanásis Kolitsidákis (en grec : Θανάσης Κολιτσιδάκης) (né le 20 novembre 1966 à Thessalonique) était un footballeur grec évoluant au poste de défenseur.
Au cours de sa carrière, il a joué pour les clubs d'Apollon Smyrnis, du Panathinaïkos et de l'OFI Crète.
Il a fait partie de l'équipe nationale de Grèce au cours de la coupe du monde de football de 1994.